# Rundfunkteilnehmer
Rundfunkteilnehmer war in Deutschland die Bezeichnung im Rundfunkgebührenstaatsvertrag für natürliche und juristische Personen, die infolge des Besitzes von Rundfunkgeräten Rundfunksendungen zumindest theoretisch empfangen können. Daraus wurde bis 2013 gemäß dem Rundfunkgebührenstaatsvertrag eine Gebührenpflicht dieser Rundfunkteilnehmer abgeleitet, die nach Art und Anzahl der besessenen Rundfunkgeräte variiert. Für bedürftige natürliche Personen ist eine Befreiung aus der Rundfunkgebührenpflicht auf Antrag möglich. Seit Januar 2007 ist auch der Besitzer eines internetfähigen Computers als Rundfunkteilnehmer definiert worden.
Im aktuellen Rundfunkbeitragsstaatsvertrag wird ab dem 1. Januar 2013 nun die Bezeichnung Beitragsschuldner im vergleichbaren Sinne verwendet. Hintergrund einer möglichen Beitragsschuld ist nun allein eine bestehende Möglichkeit zum Rundfunkempfang, die in Deutschland auch ohne Rundfunkempfangsgeräte in nahezu allen Wohnungen und Betriebsstätten besteht. Anknüpfungspunkt für eine Beitragsverpflichtung ist dann das Innehaben einer Wohnung, bzw. Betriebsstätte, unabhängig ob die bestehende Möglichkeit genutzt wird oder nicht. 
Inhaber von Wohnungen und Betriebsstätten, in denen keine Möglichkeit zum Rundfunkempfang besteht, eine solche also z. B. durch alle Inhaber gemeinsam konsequent ausgeschlossen wird, sind demnach keine Rundfunkbeitragsschuldner. Eine Verpflichtung, dass Inhaber einer Wohnung dort auch Möglichkeiten zum Rundfunkempfang zulassen müssen, besteht nämlich in Deutschland derzeit nicht.